# Étoile d'Airisto
L'étoile  d'Airisto (en finnois : Airiston Tähti) est une tour située dans la zone résidentielle Majakkaranta des quartiers Pihlajaniemi et Korppolaismäki à Turku en Finlande.

## Présentation
L'édifice est conçu par Frank Schauman et construit par NCC (fi) Finlande.
À son achèvement en 2001, l'ensemble  de 90 appartements, 58 mètres et 18 étages est le plus haut bâtiment résidentiel de Turku.
La vitesse de l'ascenseur du bâtiment est de 2 m/s et son alimentation électrique est garantie, même en cas de panne de l'électricité du bâtiment.
L'une des deux sorties du bâtiment est protégée contre la fumée en plus de la protection contre l'incendie. Chaque étage dispose d'une bouche d'eau, à laquelle les pompiers peuvent fournir de l'eau de l'extérieur,.